# Arquidiócesis de Guwahati
La arquidiócesis de Guwahati (en latín: Archidioecesis Guvahatina y en inglés: Roman Catholic Archdiocese of Guwahati) es una circunscripción eclesiástica de la Iglesia católica en India. Se trata de una arquidiócesis latina, sede metropolitana de la provincia eclesiástica de Guwahati. Desde el 18 de enero de 2012 su arzobispo es John Moolachira.

## Territorio y organización
La arquidiócesis tiene 13 961 km² y extiende su jurisdicción sobre los fieles católicos de rito latino residentes en el estado de Assam en los distritos de: Nagaon, Marigaon, Kamrup metropolitano, Kamrup, Nalbari y Goalpara.
La sede de la arquidiócesis se encuentra en la ciudad de Dispur, un suburbio de Guwahati, en donde se halla la Catedral de Cristo Portador de la Buena Nueva y la Concatedral de San José.
La arquidiócesis tiene como sufragáneas a las diócesis de: Bongaigaon, Dibrugarh, Diphu, Itanagar, Miao y Tezpur.
En 2021 en la arquidiócesis existían 46 parroquias.

## Historia
La diócesis de Guwahati fue erigida el 30 de marzo de 1992 con la bula Opitulante quidem del papa Juan Pablo II, tras la división de la arquidiócesis de Shillong-Gauhati, de la que también se originó la arquidiócesis de Shillong, y obteniendo otros territorios de las diócesis de Tezpur y de Tura. Originalmente era sufragánea de la arquidiócesis de Shillong.
El 10 de julio de 1995 la diócesis fue elevada al rango de arquidiócesis metropolitana con la bula Indorum ecclesiales por el papa Juan Pablo II.
El 10 de mayo de 2000 cedió una parte de su territorio para la erección de la diócesis de Bongaigaon la bula Ultra flumen Brahmaputra del papa Juan Pablo II.
El 19 de diciembre de 2010 el arzobispo Thomas Menamparampil consagró la nueva catedral metropolitana en Dispur, un suburbio de Guwahati y al mismo tiempo la capital de Assam.

## Estadísticas
Según el Anuario Pontificio 2022 la arquidiócesis tenía a fines de 2021 un total de 57 884 fieles bautizados.
| Año                                                                             | Población            | Población  | Población      | Sacerdotes | Sacerdotes    | Sacerdotes    | Bautizados por sacerdote | Diáconos permanentes | Religiosos | Religiosos | Parroquias |
| Año                                                                             | Bautizados católicos | Total      | % de católicos | Total      | Clero secular | Clero regular | Bautizados por sacerdote | Diáconos permanentes | Varones    | Mujeres    | Parroquias |
| ------------------------------------------------------------------------------- | -------------------- | ---------- | -------------- | ---------- | ------------- | ------------- | ------------------------ | -------------------- | ---------- | ---------- | ---------- |
| 1999                                                                            | 103 642              | 11 050 000 | 0.9            | 93         | 30            | 63            | 1114                     |                      | 83         | 220        | 32         |
| 2000                                                                            | 44 032               | 5 757 284  | 0.8            | 67         | 16            | 51            | 657                      |                      | 88         | 146        | 25         |
| 2001                                                                            | 46 547               | 6 000      | 0.8            | 66         | 15            | 51            | 705                      |                      | 68         | 146        | 28         |
| 2002                                                                            | 51 345               | 6 000      | 0.9            | 74         | 19            | 55            | 693                      |                      | 84         | 154        | 31         |
| 2003                                                                            | 53 591               | 6 500 000  | 0.8            | 79         | 21            | 58            | 678                      |                      | 91         | 184        | 33         |
| 2004                                                                            | 57 453               | 6 600 000  | 0.9            | 87         | 22            | 65            | 660                      |                      | 99         | 255        | 33         |
| 2006                                                                            | 65 744               | 6 669 000  | 1.0            | 100        | 23            | 77            | 657                      |                      | 101        | 341        | 34         |
| 2013                                                                            | 46 649               | 7 330 000  | 0.6            | 154        | 34            | 120           | 302                      |                      | 139        | 440        | 42         |
| 2016                                                                            | 56 150               | 7 619 000  | 0.7            | 174        | 37            | 137           | 322                      |                      | 147        | 510        | 45         |
| 2019                                                                            | 55 414               | 8 111 840  | 0.7            | 173        | 38            | 135           | 320                      |                      | 151        | 513        | 46         |
| 2021                                                                            | 57 884               | 8 240 187  | 0.7            | 188        | 34            | 154           | 307                      |                      | 191        | 560        | 46         |
| Fuente: Catholic-Hierarchy, que a su vez toma los datos del Anuario Pontificio. |                      |            |                |            |               |               |                          |                      |            |            |            |

## Episcopologio
- Thomas Menamparampil, S.D.B. (30 de marzo de 1992-18 de enero de 2012 retirado)
- John Moolachira, por sucesión el 18 de enero de 2012